# Antonio Papalia
Antonio Papalia (Platì, 26 marzo 1954) è un mafioso italiano.
Storico capobastone della cosca Papalia della 'ndrangheta calabrese, Antonio Papalia fu considerato per lungo tempo il referente della 'ndrangheta nel nord Italia nonché cofondatore della Lombardia, ha la dote di associazione, quella di più alto valore.

## Biografia
Antonio Papalia visse a Buccinasco, dove operò e incominciò la sua carriera criminale, durante la quale collaborò anche con l'altro boss calabrese della Lombardia Franco Coco Trovato.
Il 19 settembre 1992 viene arrestato.
Antonio Papalia nel 1997 viene condannato a 3 ergastoli e 79 anni di carcere sotto regime di 41-bis. 
Dal 2006 non è più al 41-bis.